# История дешифровки письменности майя

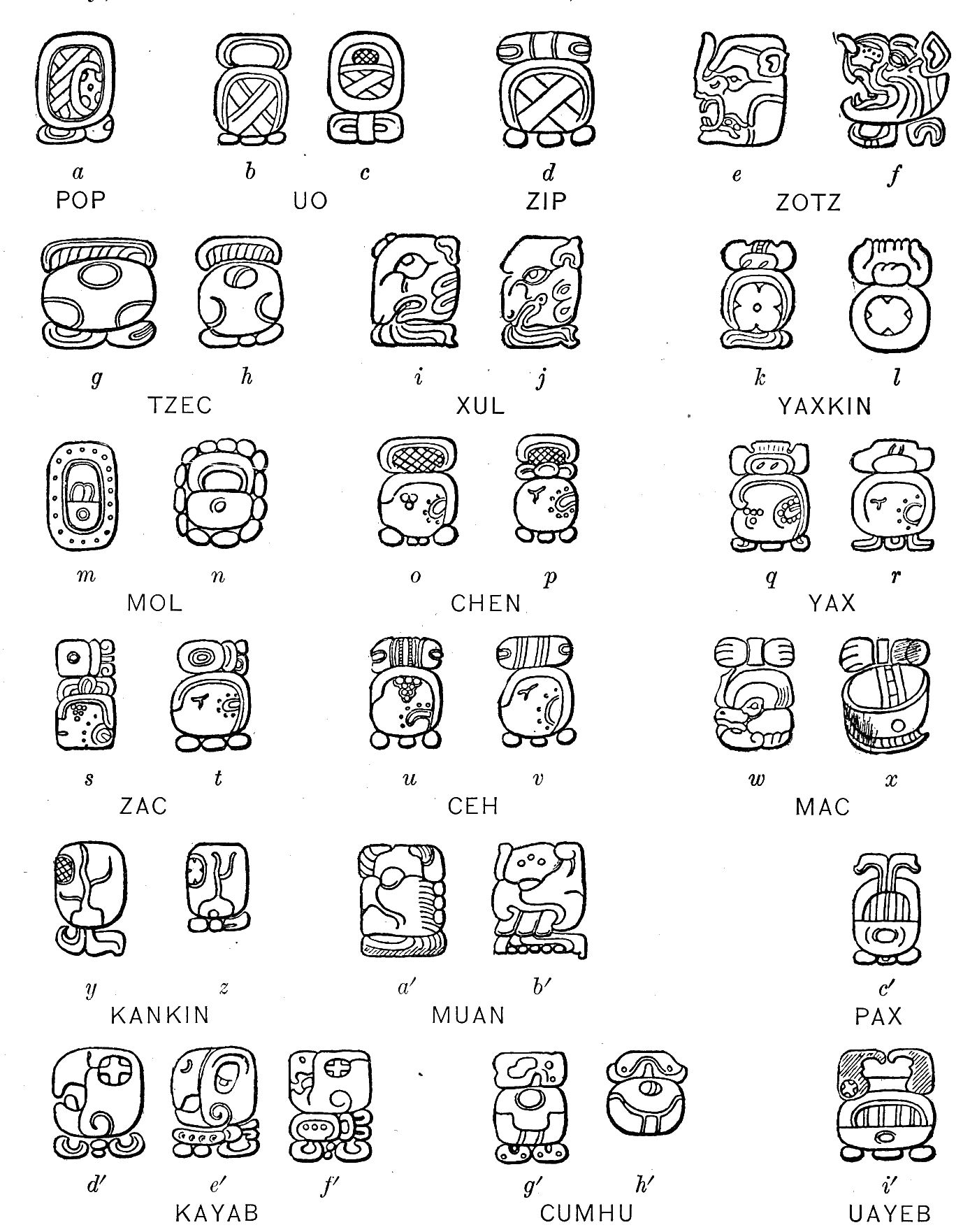
Иероглифы, обозначающие месяцы. Таблица из книги Сильвануса Морли «An Introduction to the Study of the Maya Hieroglyphs», 1915

Дешифро́вка пи́сьменности ма́йя стала возможной в XIX веке под влиянием успешной расшифровки египетской письменности, предпринятой Жаном-Франсуа Шампольоном. Впервые иероглифические тексты майя были опубликованы в 1810-е годы, а комплексное полевое исследование памятников этой цивилизации на территории Мексики и Гватемалы стало осуществляться начиная с 1830-х годов. В 1862 году аббат Брассёр де Бурбур обнаружил в Мадриде рукопись Диего де Ланды «Сообщение о делах в Юкатане», в которой содержались важные сведения о письме майя. В 1870—1890-х годах были опубликованы сохранившиеся кодексы майя. В этот же период делались попытки фонетического прочтения письменных знаков майя, но они были неудачными. Постепенно восторжествовало мнение о чисто символическом характере знаков майя, выдвигались и крайние мнения о полной невозможности дешифровки письменности. После расшифровки календаря в 1880-е годы огромное число публикаций было посвящено календарным сериям. В первой половине XX века были предприняты попытки создания каталогов письменных знаков, сложилась влиятельная школа майянистики во главе с Эриком Томпсоном, который, полностью отрицая наличие в письме майя фонетических элементов, препятствовал публикациям в этом направлении, используя свои административные возможности. В 1962 году он издал наиболее полный на тот момент каталог знаков майя.
Фонетическую расшифровку письменности продолжил в 1930-е годы Бенджамин Уорф, дав правильное чтение ряда знаков. В конце 1940-х годов комплексным изучением письма майя на основе труда де Ланды занялся Юрий Кнорозов, который на материале кодексов смог успешно решить задачу чтения. В 1963 году он опубликовал свою книгу — «Письменность индейцев майя» — и в 1975 году опубликовал перевод сохранившихся кодексов майя. Параллельно с Кнорозовым в США в 1950-е годы Генрих Берлин и Татьяна Проскурякова применили к эпиграфическим памятникам майя структурный метод и доказали наличие в текстах исторических и генеалогических сведений. В 1970-х годах метод Кнорозова восторжествовал и на Западе. Начиная с 1980-х годов, исследователи США начали чтение и реконструкцию исторических сведений, содержащихся в стелах и надписях во дворцах и храмах древних городов, к концу 1990-х годов такие исследовательские программы действовали также в Мексике, Гватемале, России. В 1999 году в Мексике был опубликован каталог иероглифов Кнорозова. В общих чертах письменность майя дешифрована и позволяет читать примерно 90 % имеющихся текстов. Вместе с тем окончательная расшифровка текстов майя далека от завершения. Хотя все современные специалисты признают письмо майя имеющим морфемно-силлабический характер, в чтении конкретных знаков нет единодушия. Отсутствует и сводный словарь иероглифического языка, неизвестно значение примерно 25 % письменных знаков; многие исследователи имеют свои собственные взгляды на фонетическое значение того или иного знака, что иногда приводит к значительной разнице в понимании смысла надписей.

## «Иероглифический алфавит» Диего де Ланда

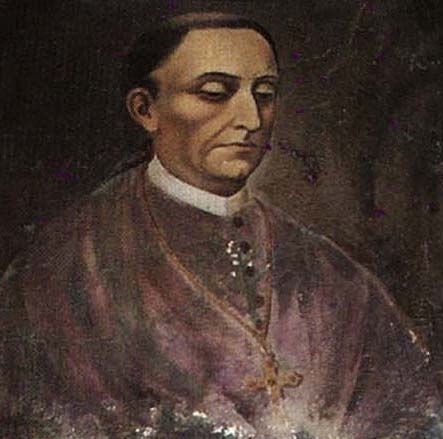
Диего де Ланда, епископ Юкатана. Портрет XVI века из монастыря в Исамале

Точно не известно, где и когда зародилась письменность майя, на сохранившихся памятниках она предстаёт в завершённом и сформированном виде. Древнейшие эпиграфические памятники (стелы, сохранившиеся на территории Гватемалы) датированы, соответственно, 36, 126 и 292 годами н. э. Письменные знаки наносили на поверхности стен храмов и дворцовых комплексов, мемориальные стелы, а также керамические сосуды и кодексы. Письменность майя представляла собой систему из словесных и слоговых знаков, которые использовались представителями элиты — вождями и жречеством. Немецкий исследователь Н. Грубе отмечал, что хотя общее число знаков письменности майя превышает 1000, но в одно и то же время в одном и том же месте никогда не использовались более 300 иероглифов, а отдельный писец вряд ли знал более 250 знаков.
Иероглифическая традиция чрезвычайно быстро уступила алфавитной письменности. Причиной этого было то, что сложность системы делала её носителями малое число людей. Испанский хронист из Гватемалы Педро Санчес де Агиляр свидетельствовал в 1540-е годы, что у индейцев имелись обширные библиотеки исторических текстов, охватывавших период в 800 и более лет. Эти тексты «индейцы читали на своих собраниях», то есть они воспроизводились публично, возможно, с целью закрепить в сознании общинников основные события истории данной группы. Это, возможно, свидетельствует и об особенностях письма и текстов.
Латиница для языка киче была разработана в 1545 году францисканским миссионером Франсиско де ла Парра, и уже через несколько лет появились многочисленные тексты, записанные по-европейски. Для языка юкатека латиница была разработана под руководством Диего де Ланда примерно в то же время. Тогда же Антонио де Вильяпанда написал первый учебник языка майя. Миссионеры при этом активно занимались уничтожением иероглифической письменной традиции, Де Ланда упоминал, что в 1541 году после взятия города Тихоо миссионеры обнаружили, что:

Эти люди употребляли также определённые знаки (caracteres) или буквы (letras), которыми они записывали в своих книгах свои древние дела и свои науки. По ним, по фигурам и некоторым знакам (senales) в фигурах они узнавали свои дела, сообщали их и обучали. Мы нашли у них большое количество книг этими буквами и, так как в них не было ничего, в чём не имелось бы суеверия и лжи демона, мы их все сожгли; это их удивительно огорчило и причинило им страдание.

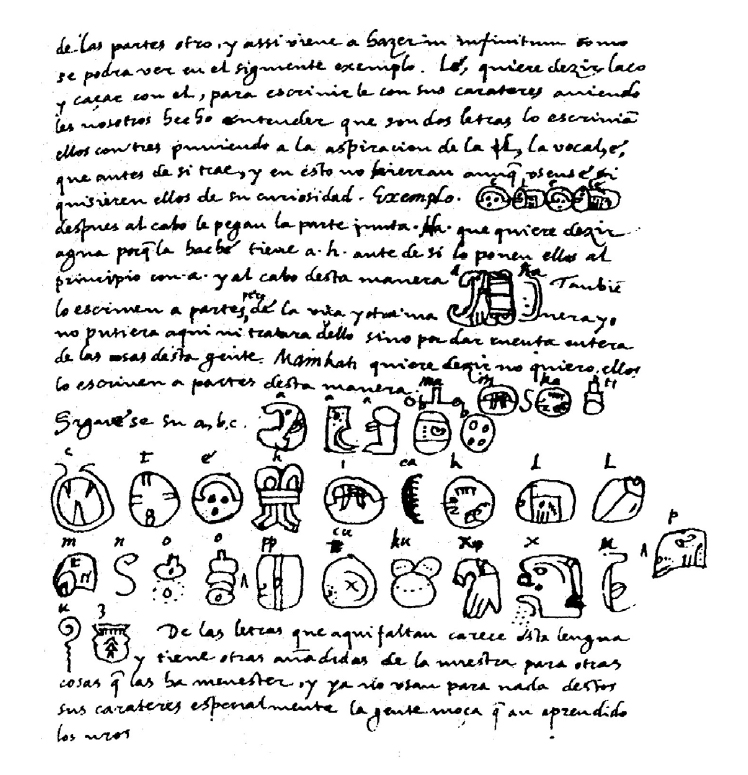
Факсимиле рукописи Диего де Ланда с «иероглифическим алфавитом» майя. Из издания «Relation des choses du Yucatan de Diego de Landa», Paris, 1864

1566 годом датирована рукопись де Ланда, озаглавленная «Сообщение о делах в Юкатане»; однако приведённые календарные знаки относятся к 1553 году, видимо, тогда же и началась работа над нею. Рукопись включала множество подробных сведений об истории, культуре и религии майя. Ю. В. Кнорозов, защитивший докторскую диссертацию по труду де Ланда, неоднократно повторял, что за четыре века не появилось ни одной научной работы, которая сравнилась бы по широте фактов, точности описаний и достоверности с «Сообщением». В главе XLI «Сообщения» приведён список 29 знаков майя с указанием их чтения, который получил название «иероглифический алфавит». На самом деле это были записанные индейским секретарём названия испанских букв, переданные слоговыми знаками майя, а потом искажённые при копировании рукописи. Это было впервые осознано только в 1929 году Хуаном Эрнандесом при издании «Словаря из Мотуля». Зафиксировав «алфавит», де Ланда больше никогда к нему не возвращался, так как не собирался его использовать: иероглифика была слишком сложна для записи даже обиходных молитв и катехизиса и ассоциировалась с язычеством; немного было и грамотных индейцев. Впрочем, в отчёте францисканского генерального комиссара Юкатанской епархии Алонсо Понсе 1588 года утверждалось, что несколько монахов-миссионеров владели индейской письменностью и могли читать и понимать иероглифические тексты. Предположительно, уже к началу 1600-х годов иероглифическая традиция окончательно прервалась.

## XIX век

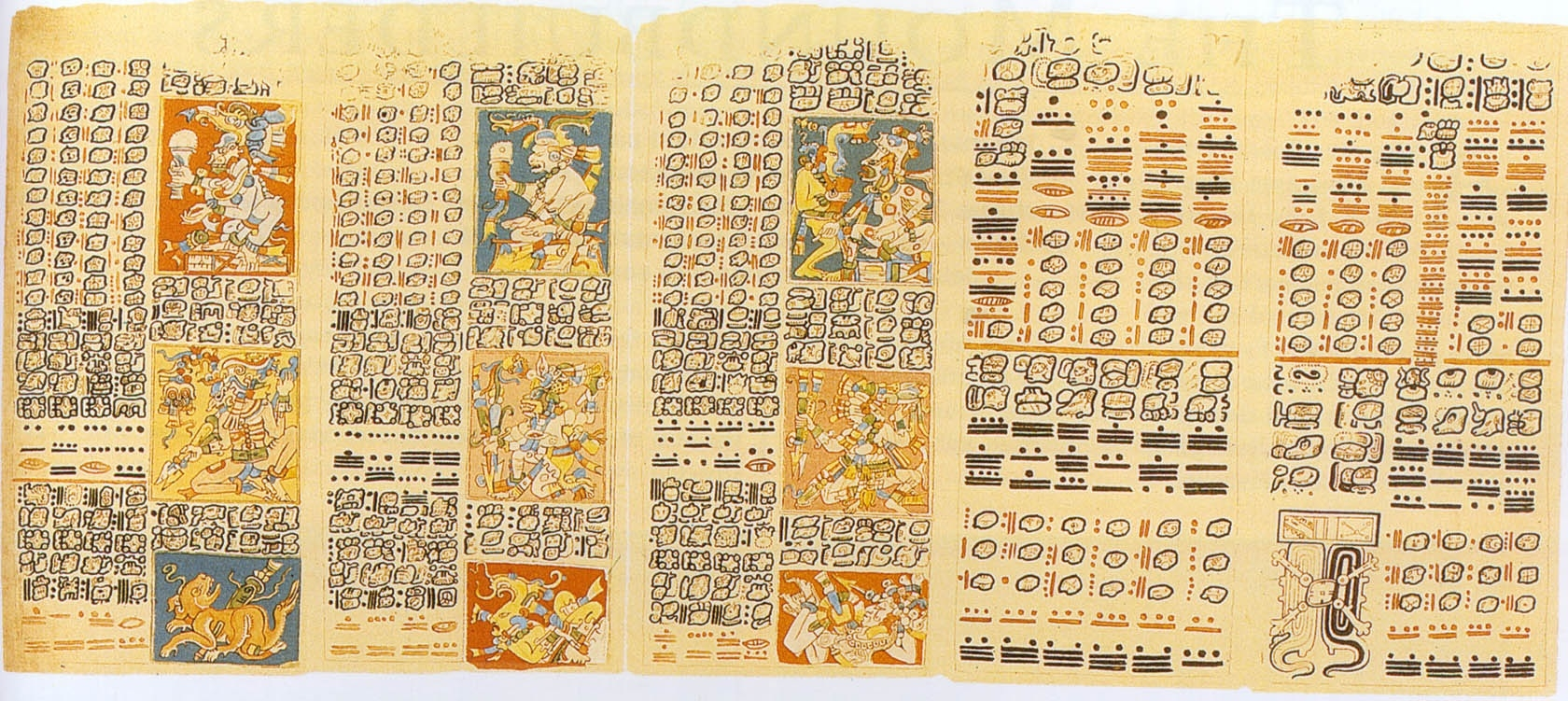
Репродукция страниц 47—52 Дрезденского кодекса — первая из опубликованных. Из издания: Alexander von Humboldt: Vues des Cordillères et Monuments des Peuples Indigènes de l’Amérique. Paris, 1810, p. 416, tabl. 45

Первым текстом майя опубликованным в печатном виде (в 1810 году) оказалась цветная репродукция пяти страниц Дрезденского кодекса, помещённая Александром Гумбольдтом в атласе «Vues des Cordillères et Monuments des Peuples Indigènes de l’Amérique» («Виды Кордильер и памятников туземных народов Америки»). В 1822 году в Лондоне был опубликован отчёт мексиканского военного — Антонио дель Рио (1745? — 1789), который в 1787 году три недели провёл среди руин древнего города Паленке. Отчёт был иллюстрирован графическими работами художника Альмендариса, который также участвовал в экспедиции. Рисунки Альмендариса в репродукции 1822 года были низкого качества — иероглифы, сопровождавшие изображения, фиксировались далеко не полностью, воспроизводились в произвольном порядке.
Сравнивая репродукции Гумбольдта и рисунки из Паленке, в 1832 году К. Рафинеск-Шмальц определил, что Дрезденская рукопись принадлежит именно культуре майя, а не ацтеков, как считалось ранее. Он сообщил о своих выводах Ж. Шампольону, добавив, что чтение рукописи может оказаться ключом к пониманию майяской эпиграфики. Используя материалы дель Рио и Гумбольдта, Рафинеск пришёл к выводу, что иероглифы Паленке представляют собою самобытную письменность, и предположил, что надписи сделаны на языке, на котором до сих пор говорят местные индейцы, — это была первая попытка доказать фонетический характер письма майя. Кроме того, он первым определил майяскую систему записи чисел в виде сочетания чёрточек и точек. Большого интереса открытия Рафинеска в 1830-е годы не вызвали и были надолго забыты.
В 1862 году аббат Ш. Брассёр де Бурбур, работая в библиотеке Королевской академии истории в Мадриде, обнаружил копию рукописи де Ланда «Сообщение о делах в Юкатане», сделанную примерно через сто лет после создания оригинала. В 1864 году он опубликовал труд де Ланда во французском переводе, а в 1866 году обнаружил часть Мадридского кодекса и предпринял собственную попытку дешифровки письменности майя; его материалы были опубликованы в 1869—1870-х годах. Основываясь на данных «Сообщения» де Ланда и сравнивая их с текстами Дрезденской и Парижской рукописей, Брассёр де Бурбур определил названия дней и месяцев по майяскому календарю и восстановил (не зная об открытии Рафинеска) систему записи чисел, но потерпел неудачу в попытке фонетического чтения, поскольку считал «алфавит Ланды» именно алфавитом. Кроме того, Брассёр де Бурбур был сторонником происхождения майя из Атлантиды и пытался найти в Мадридском кодексе доказательство этому. Тем не менее, как и К. Рафинеск, Брассёр де Бурбур исходил из совершенно верного предположения, что иероглифика была связана с речью, а отдельные элементы знаков фиксировали слоги, которые сами по себе не несли семантической нагрузки.

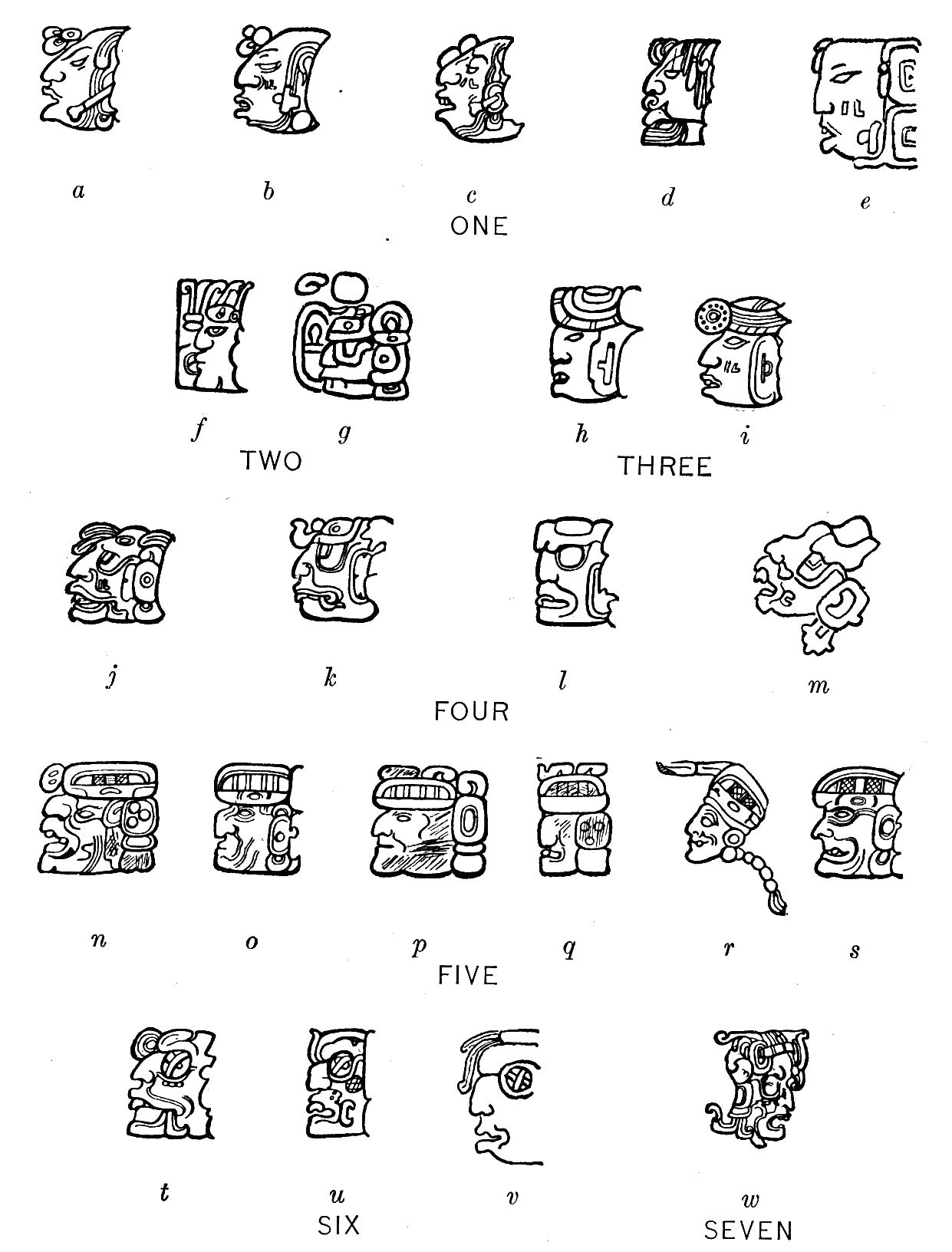
Лицевые варианты записи майяских цифр от 1 до 7. Таблица из книги Morley, S. «An Introduction to the Study of the Maya Hieroglyphs», 1915

Ближе всех к дешифровке подошёл исследователь Парижского кодекса Леон де Рони в 1881 году: он определил, что письменность майя включала идеограммы, фонограммы и детерминативы, а также выделил иероглифы, обозначающие стороны света и их цветовые соответствия. Он же первым верно прочитал слово, записанное иероглифом, это был куц — «индюк». Почти одновременно работал американец К. Томас, который, пользуясь методикой де Рони, верно прочитал ещё три слова, а всего фонетически отождествил 70 знаков. Он же определил порядок и направление чтения знаков в колонках и стандартных текстовых блоках. Юрий Кнорозов писал, что если бы де Рони или Томас доказали, что один и тот же элемент читается одинаково в разных иероглифах, письмо майя было бы прочитано ещё в XIX веке. Однако в 1880 году Ф. Валентини (занимавшийся календарём майя) опубликовал статью «Алфавит Ланда — испанская фальсификация», которая произвела сильное впечатление на научное сообщество; равным образом, доказанные ошибки в методе К. Томаса надолго ослабили интерес к фонетической дешифровке текстов майя.
Неудачи первых исследователей майя объяснялись отсутствием корпуса иероглифических текстов майя. Первые научные публикации эпиграфики с удовлетворительными по качеству репродукциями появились только в 1879 году. В 1880 году Э. Фёрстенман (директор Дрезденской королевской библиотеки) успешно расшифровал календарь майя по материалам Дрезденского кодекса, он же первым установил, как выглядела запись позиционного числа 20 и нуля. В 1889 году А. Модсли начал многотомное издание иероглифических эпиграфических памятников с фотографиями и качественными прорисовками текстов. Прорисовки в основном касались календарных серий, поскольку Джозеф Гудман (первый работодатель Марка Твена) в 1897 году смог опубликовать календарные таблицы для определения дат майя и предложил корреляцию между «длинным счётом» и григорианским календарём, которая с некоторыми изменениями используется до сих пор. Гудман же сделал ещё одно открытие — отождествил лицевые формы записи чисел (знаки в форме человеческих голов и масок).

## Первая половина XX века

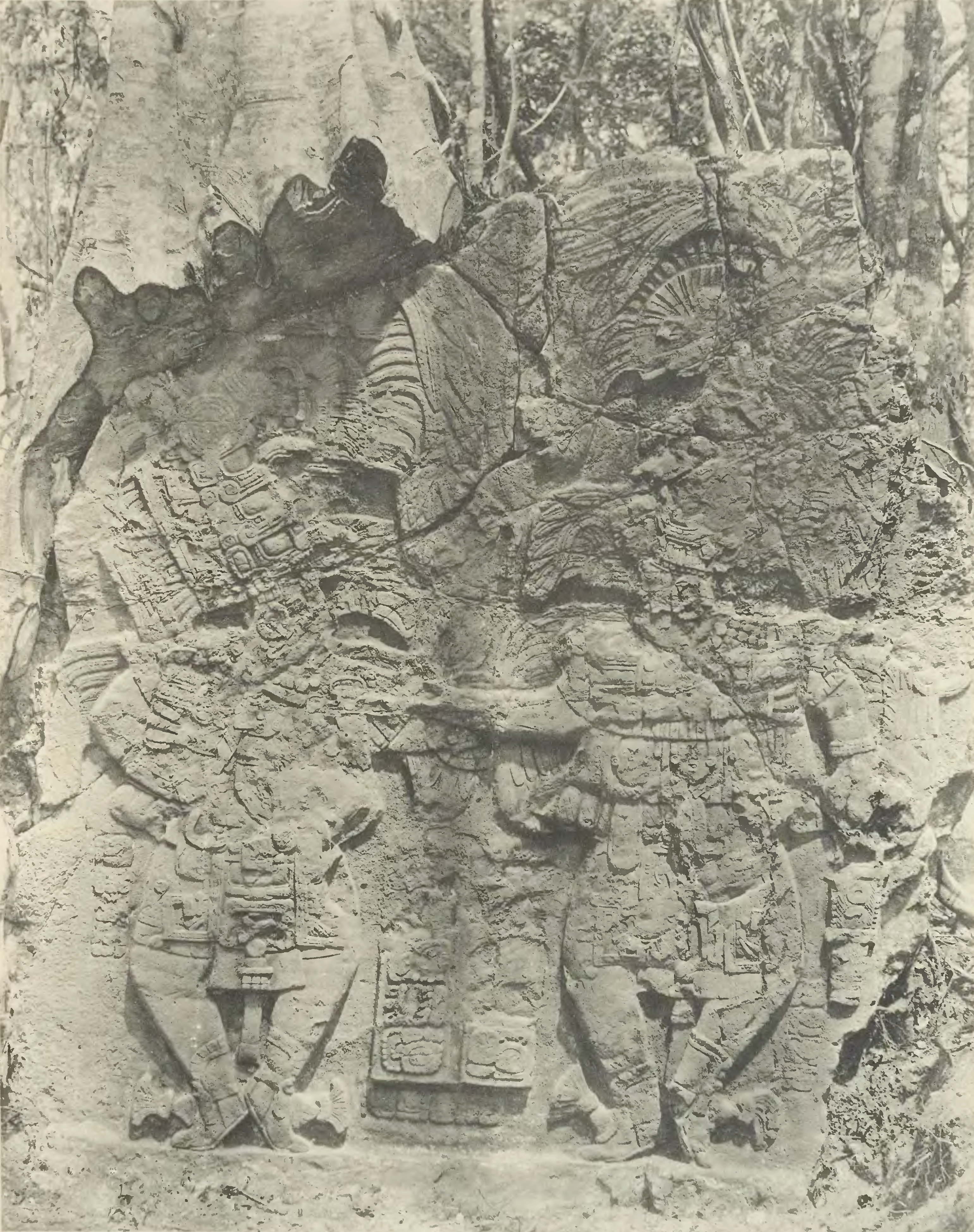
Стела 2 из Мотуль де Сан-Хосе. Фотографическая таблица из издания Т. Малера «Researches in the Central Portion of the Usumatsintla Valley», 1908 год

В начале XX века продолжали активно работать исследователи предшествующего периода: Модсли и Теоберт Малер выпускали тома с фотографиями и прорисовками надписей, Эдуард Зелер отождествил иероглифы, обозначающие цвета. В 1915 году Сильванус Морли опубликовал «Введение в изучение иероглифов майя», расширив корпус надписей и дав обширные таблицы, подытоживавшие открытия того времени. Зелер во время дискуссий 1890-х годов показал ошибочность ряда выводов К. Томаса. В результате в 1903 году К. Томас опубликовал статью, в которой признал иероглифы символическими обозначениями цифр, дней и месяцев, и заявил, что надписи майя едва ли могут содержать исторические сведения. Ему оппонировал в 1913 году историк искусства Герберт Спинден, который допускал возможность наличия иероглифов — имён людей, названий городов и политических образований, а также знаков, имеющих отношение к рождению, смерти, завоеванию, разрушению и другим событиям, важным как для отдельного человека, так и для всей общины. Однако вопрос о фонетическом характере письма майя практически был закрыт. С 1915 года немецкий учёный Герман Бейер попытался провести комплексный анализ письменности и осуществил структурное исследование надписей из Чичен-Ицы, опубликованное в 1937 году. Он выявил различные группы знаков, повторявшихся в текстах города, и разработал метод анализа стандартных замещений знаков — классический в современной эпиграфике. Тем не менее работы Г. Бейера не получили признания в американистике первой половины XX века и фактически остались незамеченными.
В 1931 году Уильям Гейтс (Тулейнский университет) представил первый сводный каталог знаков иероглифических рукописей майя с различными вариантами написания одного и того же иероглифа; к каталогу был приложен конкорданс — то есть собраны все случаи употребления знаков. Однако, по мнению А. И. Давлетшина, данный каталог составлен по ошибочному принципу и сам изобилует ошибками. В его основу была положена классификация по семантическому принципу, кроме того, в состав каталога были включены иконографические предметы, которые встречаются среди рисунков и отсутствуют в тексте, например небесные символы. В каталог было включено 440 знаков, но нумерация была проведена до № 757 (пустые номера оставлялись для пополнения), прерывность также представляла неудобство при работе с каталогом. Варианты написания одного и того же знака были представлены под разными номерами, в то время как под одним номером могли быть помещены разные знаки.
В 1933—1935 годах серию статей о дешифровке издал Б. Уорф, он дал в них неправильное чтение 16 знаков. В 1942 году посмертно вышла ещё одна его статья, в которой дано чтение 23 знаков, из которых верно определено 18; чтение половины из них дано правильно. Ошибки проистекали из особенностей его метода — он пытался соотносить иероглифы с изображениями на сценах, которыми эти знаки сопровождались. Однако его метод был раскритикован фактическим монополистом темы исследований майя Эриком Томпсоном, несмотря на то, что Уорф пришёл к совершенно правильному выводу о слоговом характере большинства знаков майя. Сам Томпсон полностью отрицал наличие в письменности майя фонетического компонента и принципиально отказался от анализа системы письма, ограничиваясь толкованием смысла отдельных знаков. Аналогичную позицию занимал немецкий майянист Пауль Шельхас, известный работами по пантеону майя. Ещё в 1936 году он объявил, что иероглифы майя являются «идеографическими», то есть передающими идеи, а не звуки. В 1945 году Шельхас признал проблему дешифровки майяской письменности неразрешимой.

## Вторая половина XX века

### Школа Томпсона

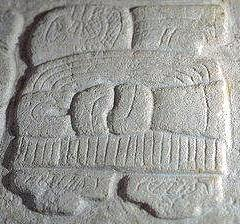
Эмблемный иероглиф царей Тикаля (а также Дос-Пиласа) — стела в музее Тикаля. Запись: KUK-la-ʔAJAW, чтение: Kukuʔl ʔajaw — «царь Кукуля»

В 1956 году каталогизация знаков, содержащихся в кодексах майя, была продолжена немецким исследователем Гюнтером Циммерманом, работавшим в Гамбургском университете. Его каталог включал 273 знака в 1377 позициях с большими пропусками. А. И. Давлетшин считал работу Циммермана удачной: большинство знаков было опознано правильно, невелико число ошибок. Иконографические элементы, встречавшиеся в рукописях, были даны в приложении.
Работой Циммермана пользовался Э. Томпсон, который ещё в 1950 году опубликовал собственное «Введение в иероглифику майя» и в 1962 году выпустил сводный каталог, в котором учёл материалы как эпиграфики, так и кодексов. Всего он выделил 861 глиф, в том числе 355 базовых знаков, 370 — аффиксов и 136 эмблем и неотождествлённых знаков. Более того, он предложил фонетическое прочтение для нескольких знаков, основываясь на юкатекском языке (для связки «префикс — главный знак — постфикс»). Однако он категорически отрицал возможность фиксации разговорного языка. В предисловии к каталогу иероглифов Э. Томпсон писал: «…охват тем в сохранившихся календарных записях, предназначенных для прорицаний, не является исчерпывающим; военное дело, рыбалка, строительство, рождение и женитьба здесь не представлены». Подход Томпсона полностью исключал возможность использования иероглифических текстов в качестве исторического источника. Недостатки каталога Томпсона современные исследователи видят в его организации: знаки классифицировались на базовые и аффиксы, то есть по принципу поведения знаков в тексте. Дробность каталога привела к тому, что большинство знаков оказалось каталогизировано по крайней мере дважды; однако он организован так, что ошибки снимаются при сличении. Всеобъемлющий характер каталога Томпсона стал причиной того, что им пользуются эпиграфисты и в начале XXI века, правда, с дополнительным списком редких и неясных знаков, составленным самим же Э. Томпсоном. Общее число знаков, выделенных Томпсоном, равно 1061.
Основной метод работы Томпсона с текстами — структурный — впервые был предложен К. Томасом ещё в 1882 году. Томас применил его, работая с панелями из храмов Паленке. Исходя из распределения иероглифов в надписи, исследователь пытался определить порядок иероглифов и назначение каждого из них. Томпсон на первое место ставил иероглиф, обозначающий действие, на второе — иероглиф божества, управляющего днями, о которых идёт речь в надписи, на третьем месте, по его мнению, иногда был объект, а на четвёртом — результат деятельности упомянутого бога: засуха, нищета, благоприятное время и т. д.

Запись имени царя Кинич-Йональ-Ахка I со Стелы 25, Пьедрас-Неграс. Прорисовка Джона Монтгомери, 2000 год

Структурный метод дал серьёзные результаты в работах двух американских исследователей — антрополога Генриха Берлина и художницы и дизайнера Татьяны Проскуряковой. Берлин в 1958 году отождествил так называемые «иероглифы-эмблемы», связанные с определёнными городами. В 1959 году ему удалось определить имена правителей Паленке из «Храма надписей», соотнеся знаки, сопровождавшие портретные изображения, со знаками на крышке саркофага. В 1960 году Т. Проскурякова опубликовала результаты своих исследований в Пьедрас-Неграс. Она обратила внимание, что в текстах на стелах встречается набор повторяющихся иероглифов, связанных с определёнными датами, причём эти даты соответствуют продолжительности жизни человека. Сами стелы при этом образуют группы, привязанные к определённому зданию. Иероглиф, связанный с самой ранней датой группы, она определила как «иероглиф рождения», а самой поздней датой — «иероглиф смерти». Между этими датами помещался ещё один характерный иероглиф, встречавшийся в разных группах надписей. Дата, связанная с этим знаком, отстояла от «иероглифа рождения» на 10—20 лет. Вывод был категоричным: иероглифические тексты содержали сведения исторического характера — даты рождения, восхождения на престол и смерти правителей. Томпсон, поначалу принявший эту гипотезу «в штыки», со временем с ней согласился. Т. Проскурякова переписывалась с Ю. Кнорозовым и позднее использовала его метод для фонетического чтения важнейших иероглифов (включая понятие «захватить»), но в основном занималась структурным анализом, а не чтением текстов. Однако благодаря работам Проскуряковой было обнаружено большое количество вариантов записи одной и той же иероглифической фразы, аллографов и фонетических подтверждений. Именно ей современная майянистика обязана пониманием и чтением надписей классического периода.
В общем, при всей продуктивности структурного подхода, он не позволял интерпретировать собственно систему письменности. Дальнейшее развитие майянистики оказалось связано с фонетическим прочтением иероглифики.

### Метод Кнорозова

#### Действенность «алфавита Ланды»
Юрий Кнорозов заинтересовался письмом майя в конце 1940-х годов под влиянием статьи Шельхаса о неразрешимости проблемы его прочтения. К тому времени он окончил исторический факультет Московского университета, в котором изучал египетский язык и шаманские практики Средней Азии, и имел опыт работы с иероглификой и древними системами письма. Задача дешифровки письменности майя осложнялась оторванностью американистов СССР от мировых академических центров в условиях холодной войны и малым числом источников. В распоряжении Кнорозова имелось «Сообщение о делах в Юкатане» в публикации Брассёра де Бурбура 1864 года и чёрно-белое издание трёх кодексов 1930 года.
Согласно известному майянисту Майклу Ко, успешная дешифровка древней системы письма базируется на «пяти столпах»:
1. В распоряжении исследователей должно находиться значительное количество текстов достаточной длины.
2. Язык надписей должен быть известен, или, по крайней мере, реконструирована его «предковая» версия, включая лексику, грамматику и синтаксис; в самом крайнем случае должна быть известна языковая семья, к которой принадлежал этот язык.
3. Наличие билингв, один элемент которых — текст, принадлежащий прочитанной системе письма.
4. Должен быть известен культурный контекст, прежде всего — легенды и предания, дающие названия мест, имена правителей, титулы и т. д.
5. Для логографических надписей должны быть изобразительные соответствия — как картинки, сопровождающие текст, так и произошедшие из картинок логографические знаки[24].

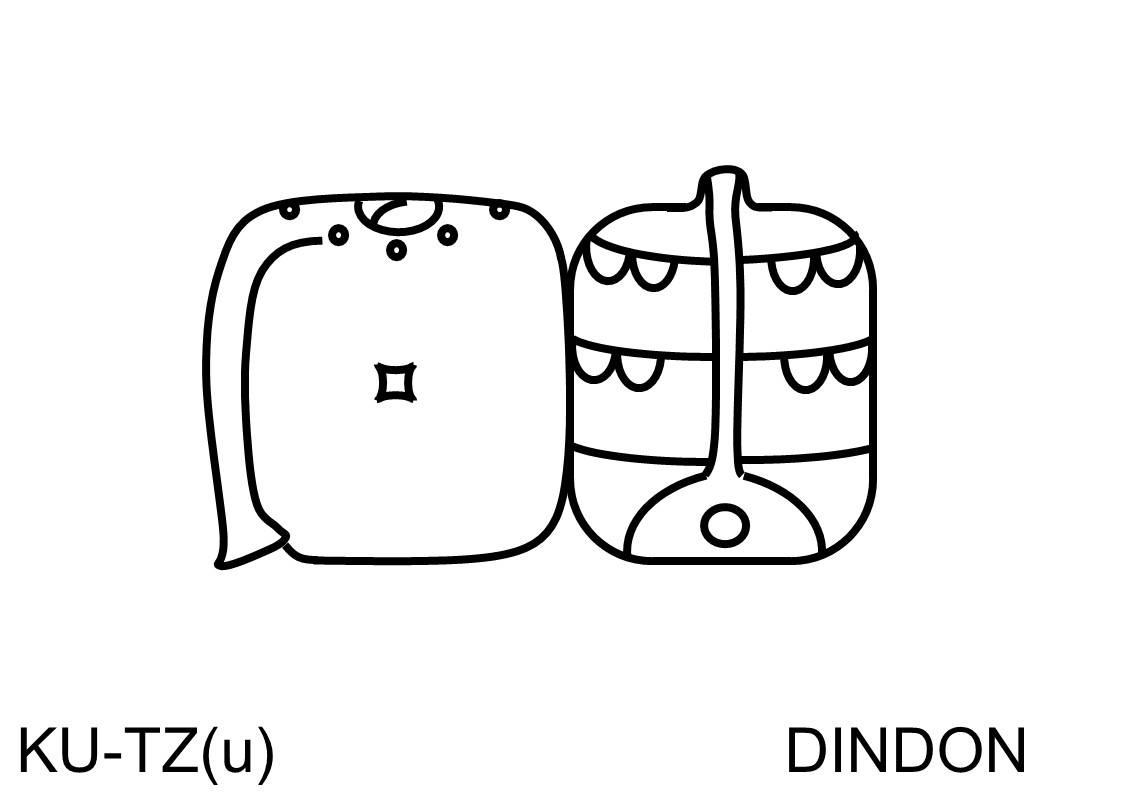
Иероглифическая запись слова «индюк»

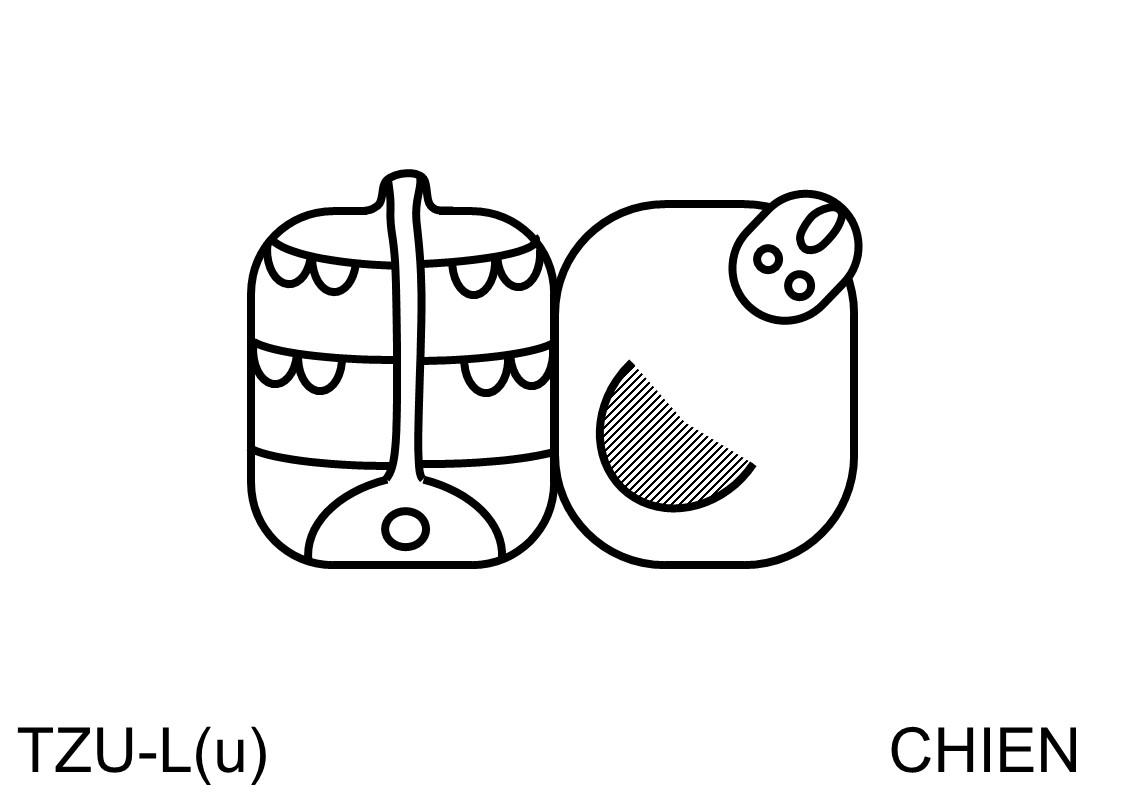
Иероглифическая запись слова «собака»

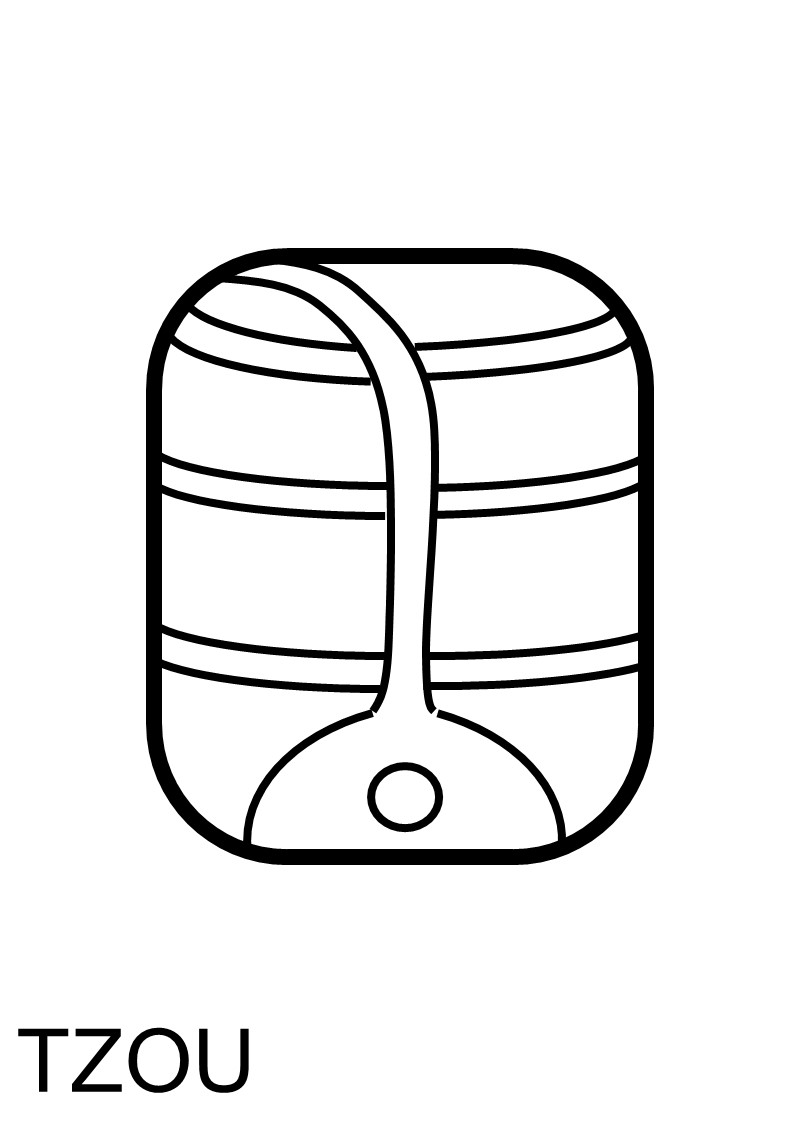
Иероглиф цу, который может использоваться как алфавитный

Первая работа Юрия Кнорозова вышла в журнале «Советская этнография» в 1952 году под нейтральным названием
«Древняя письменность Центральной Америки», и сразу вызвала большой резонанс в профессиональных кругах. Кнорозов, используя структурный метод, убедительно доказал, что письмо майя было иероглифическим, подобным, например, древнеегипетскому, и фиксировало звуковую речь. Это иллюстрировалось тем, что одинаковые знаки читались в разных сочетаниях одинаково (так называемые «перекрёстные чтения»): например, в словах «индюк» (куц) и «собака» (цуль) один и тот же знак использован в алфавитном значении. Как выяснилось позже, знак цу изображал позвоночник и рёбра, и мог в качестве алфавитного использоваться в самых разных сочетаниях, например, в обиходном именовании восьмого месяца солнечного календаря, при записи понятия «упорядочивать», и так далее.
Ключом к кнорозовской дешифровке оказался силлабарий, приведённый в рукописи Диего де Ланда. Структурное исследование, проведённое учёным, показало, что все знаки из «алфавита Ланды» содержались в рукописях майя. После долгого комбинаторного анализа выяснилось, что для иллюстрирования своего силлабария, епископ де Ланда использовал слоговые знаки майя, которые соответствовали не произношению, а названию испанских букв. Де Ланда рассматривал свой силлабарий как иллюстративный, но Кнорозов доказал, что он с большой точностью передавал фонетику юкатекского языка, в том числе придыхание и разницу между глухими и звонкими согласными. Кнорозов определил, что в трёх рукописях содержится 355 уникальных знаков, однако из-за использования составных графем и аллографов их число сокращается до 287, фактически же читается не более 255 — остальные сильно искажены или, возможно, являлись вариациями известных знаков. Эта работа сопровождалась трудоёмким овладеванием майяским иероглифическим шрифтом и навыком распознавания индивидуальных почерков. Майяская каллиграфия в этом отношении напоминала китайскую и японскую — допускалось серьёзное искажение знаков в эстетических целях. Иероглифический каталог Кнорозова, опубликованный в монографии «Письменность индейцев майя» 1963 года, был составлен по строго графическому принципу и включал 540 знаков. Цифры, лицевые формы цифр, иероглифы дней и месяцев, богов — «патронов» месяцев, периодов времени и прочего были вынесены в приложение. Знаки сопровождались комментарием, в котором указывалось, что знак предположительно означает, его чтение, отсылки к аллографам и вариантам, ссылки на каталоги Циммермана и Гейтса.

#### Позиционная статистика

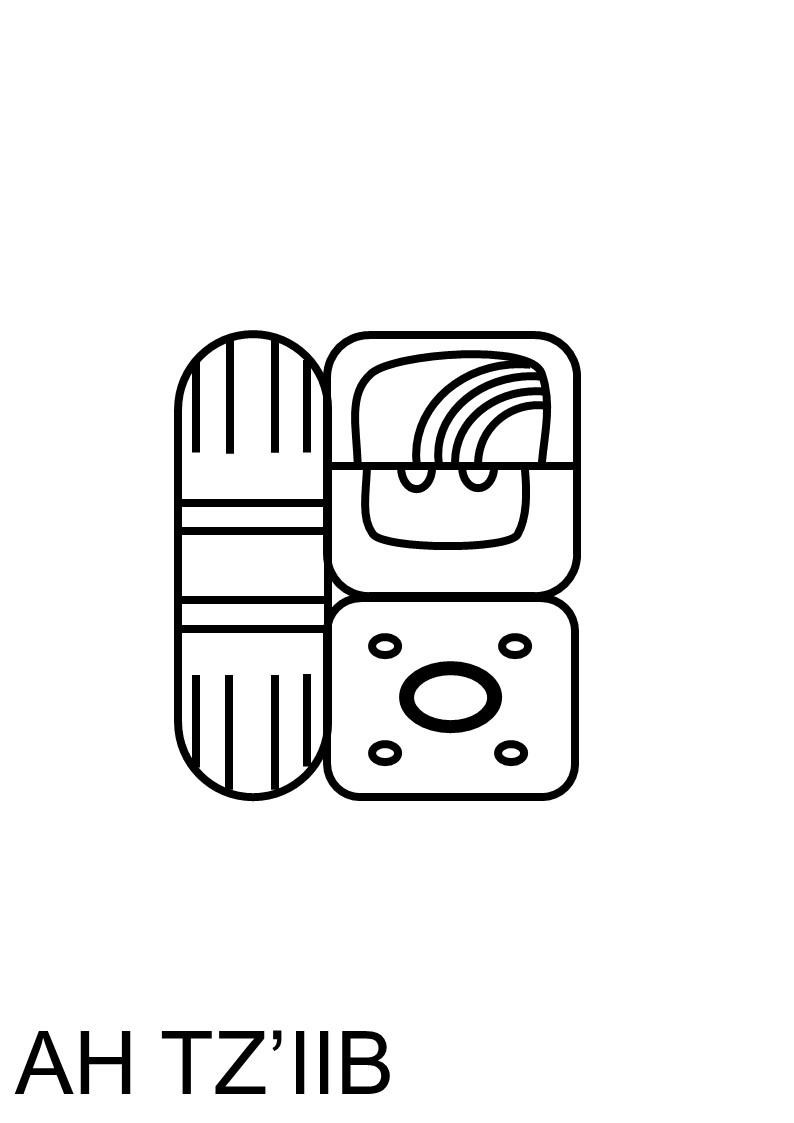
Иероглифическая запись слова «писец» (ах-циб). Его левая часть, используемая грамматически, обозначает глагольный суффикс прошедшего времени

После составления каталога можно было приступать к собственно чтению. В языках майя-киче (использование юкатекского языка было лишь гипотезой) склонение и спряжение связаны с появлением в начале и конце слога грамматических показателей. Если проводить аналогии с русским языком, то падежные окончания сами по себе не несут смысла, хотя и относятся к знаменательному слову. То же касалось майяских знаков. В тексте, записанным известным или неизвестным письмом корню слова должна соответствовать устойчивая группа меняющихся и заменяющих друг друга знаков («переменных» в терминологии Кнорозова), располагающихся до или после корня. В исследованных языках майя (с текстами на латинице) существуют как пре-, так и постфиксы, поэтому Ю. Кнорозов приступил к сплошной выборке по иероглифическим текстам, пытаясь выявить как устойчивые группы знаков, передающих корни слов древнего языка, так и комплекс переменных знаков, обозначающих грамматические показатели. Их общее число не могло быть большим по определению и должно было статистически соотноситься с текстами майя колониального периода; для сопоставления Кнорозов использовал книги «Чилам-Балам». Это была чрезвычайно медленная и трудоёмкая работа, поскольку каждое сочетание знаков приходилось прослеживать по всем рукописям майя, а для контроля — по доступным эпиграфическим памятникам. Юрий Валентинович свёл знаки в группы: в каждую входили иероглифы, имеющие одинаковые устойчивые знаки и различные переменные, то есть различные грамматические показатели. Далее можно было выделять слова с одинаковыми грамматическими показателями. Параллельно накапливалась статистическая база, которая позволяла сопоставлять частотность использования тех или иных слов и/или грамматических частиц в иероглифическом тексте, и тексте, записанном латиницей.
Изучение частоты знаков, занимающих определённое место (позицию) в словах, получило название «позиционной статистики». Юрию Валентиновичу пришлось вручную определять абсолютную и относительную частоту встречаемости знаков, учитывая, что многократное повторение одного и того же иероглифа в определённом разделе текста может отражать не особенность языка, а тематическую особенность изучаемого текста. Далее позиционная статистика была использована для изучения грамматической структуры языка, то есть порядка слов в предложении. После составления каталога было возможно исследовать не отдельные знаки, а целые иероглифы, составленные из корня, префиксов и постфиксов. Оказалось, что на втором и третьем местах в предложениях всех типов, как правило, стоят иероглифы, не имеющие в своём составе переменных знаков. Скорее всего, это было подлежащее. Иероглифы, стоявшие на первом месте в предложениях почти всех типов, напротив, содержали наибольшее число переменных знаков. Однако дальнейший анализ показал, что иероглифы, передающие сказуемое, подразделяются на две группы, каждой из которых свойственны свои грамматические показатели: в первой группе после сказуемого стояло сразу подлежащее; во второй группе появлялись некие дополнительные иероглифы, а подлежащее переходило на третье место. Естественнее всего было отождествить первую группу с непереходными глаголами, а вторую — с переходными, требующими дополнения. Майяские тексты XVI века демонстрировали именно такие грамматические особенности: на первом месте обычно стояло глагольное сказуемое, а подлежащее занимало второе место или третье, если после сказуемого шло дополнение. По сообщению В. Кузьмищева, наиболее тяжёлой частью работы стало именно изучение грамматики языков майя, записанных латиницей, и подготовка сравнительных материалов — набора грамматических показателей и их частоты в текстах XVI века. В ряде случаев иероглифические грамматические показатели аналогов в языке колониальной эпохи не имели вовсе.

#### Завершение дешифровки — переход к чтению текста

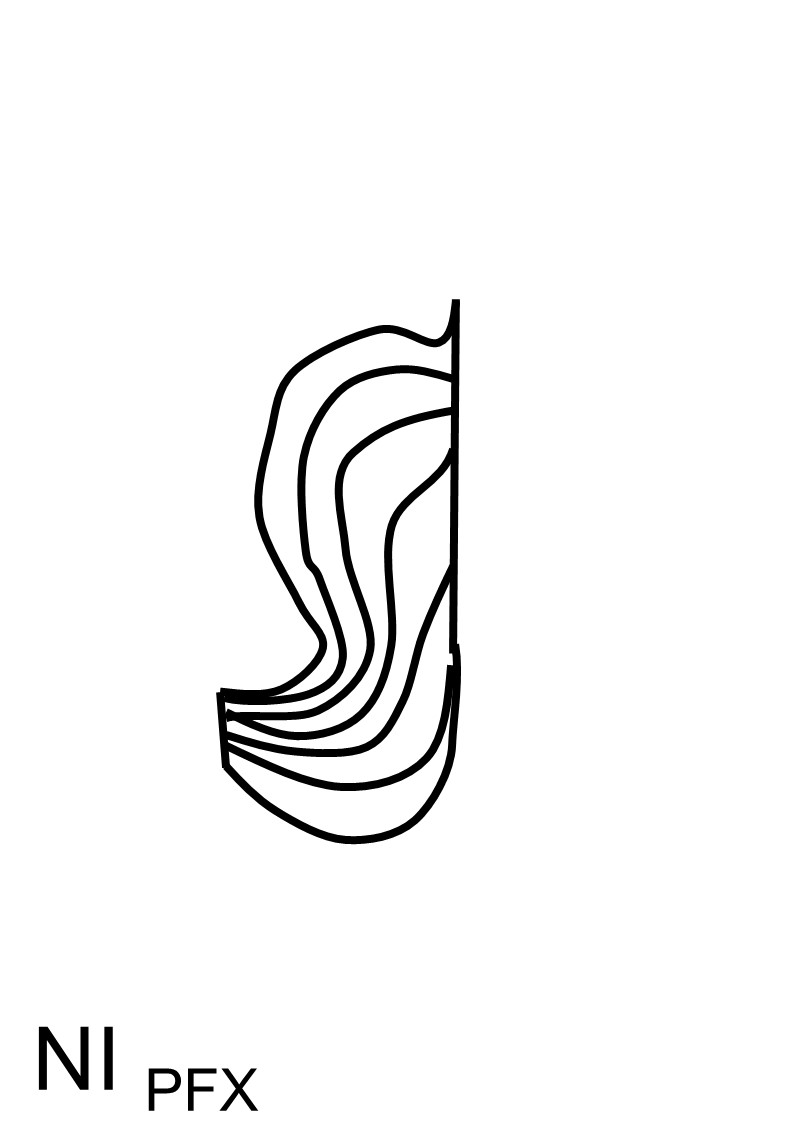
Префикс ни

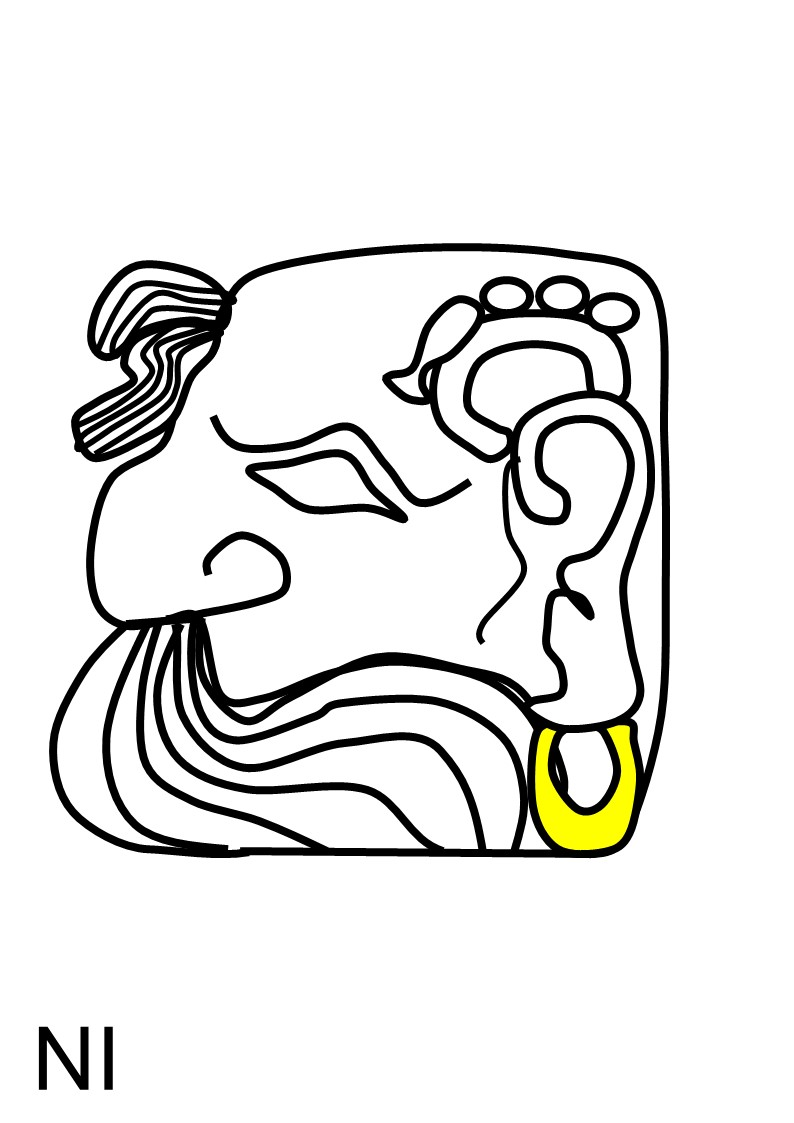
Использование префикса ни в составном иероглифе (выделенная жёлтым цветом деталь служит указателем)

Сопоставление грамматических показателей иероглифических рукописей с известными грамматическими показателями майяских текстов колониальной эпохи не означало действительного чтения иероглифики. Для этого послужил метод перекрёстных чтений, действенный ещё в самом начале работы над рукописями. Например, если предлог, который в словарях и грамматиках XVI века произносился ти, используется в иероглифах, в которых обозначает корень, чтение его должно быть одинаковым. Это позволяет читать ранее не отождествлённые слова; чтобы считать чтение знака окончательно установленным, следует прочесть как минимум два слова с использованием данного знака; это и есть перекрёстное чтение. Заранее составленные сводки знаков и статистические таблицы позволили подбирать нужные группы знаков. Чтение каждого нового неизвестного знака требовало перебора различных вариантов, пока не
находился единственно правильный; по мере роста числа читаемых знаков, количество вариантов сокращалось. Кнорозов доказал, что каждый из знаков майя должен иметь свойственную только ему, вполне определённую частоту (повторяемость) и занимать определённое место в «блоке» — сочетании знаков. В письменности майя знаки могли занимать корневые, грамматические и фонетические позиции, а исключения из этого порядка были крайне редкими
. Тем не менее, исходно знаки имели изобразительную природу. Например, кукуруза на языках группы майя именовалась ишим — «маленькая грудка», поскольку считалось, что форма маисового зерна напоминала женскую грудь.
Юрий Кнорозов пытался работать и с доступными ему репродукциями эпиграфических памятников. Он понимал, что форма знаков в рукописях сильно отличается от иероглифов, вырезанных на камне. Их опознавание было крайне затруднительным, как сложнее было чтение, поскольку язык ещё сильнее отличался от юкатекского, зафиксированного в грамматиках миссионеров. Юрий Валентинович заявил, что наиболее действенным методом представляется сопоставления схожих по содержанию текстов рукописей с текстами на каменных поверхностях. Опознание их — хотя бы гипотетическое — возможно благодаря исследованиям в области искусства и сопоставлению изобразительной информации со сведениями из исторических источников позднего происхождения. Например, одной из главных функций правителей майя были войны для захвата пленных. Поэтому на западной границе цивилизации майя встречается множество памятников, на которых повторяется одинаковый мотив: полководец майя стоит в горделивой позе перед коленопреклонённым вражеским вождём. Данные сцены снабжены стандартной пояснительной надписью. При переводе текста на 66-й странице Дрезденской рукописи Кнорозов столкнулся с фразой «Захватил бога дождя Сжигающий леса. Засуха», причём иероглиф «захват» совпадал с повторяющимся в эпиграфических памятниках. Встречался он и в памятниках Йашчилана и Бонампака, приуроченных к военным победам. Однако Кнорозову так и не удалось прочитать имена собственные в победной надписи из здания 44 в Йашчилане — названия городов и поселений и имена вождей.

### Признание метода Кнорозова
Первая публикация Ю. В. Кнорозова о дешифровке последовала в 1952 году. Результаты исследования были обобщены в диссертации 1955 года, за неё Ю. Кнорозов, минуя степень кандидата наук, получил докторскую степень. Однако для признания его трудов сложилась крайне неблагоприятная обстановка. Уже в 1953 году Э. Томпсон опубликовал в Мексике статью, в которой Кнорозов обвинялся в том, что придерживается марксистских взглядов и навязывает их западным индеанистам. Кроме того, он обвинил Кнорозова в «нарушении научной этики» (речь шла об использовании чтений К. Томаса и Б. Уорфа). Поскольку для представителей школы Томпсона знаки представлялись носителями высшего смысла, то результаты интерпретации рассматривались как «собственность» исследователя. Такой подход проявился на Всемирном конгрессе востоковедов в 1955 году в Копенгагене, на котором Ю. Кнорозов представлял результаты своих исследований. Его оппоненты — в их числе Т. Бартель — выдвигали и другие подобные аргументы, в частности, что задачей дешифровщика является генерирование максимального количества собственных интерпретаций.
В начале 1960-х годов Кнорозову предложили участвовать в составлении первой компьютерной программы для машинной обработки текстов майя. Группа программистов из Новосибирска, забрав все материалы Кнорозова, попыталась создать базу данных по знакам рукописей. Через некоторое время новосибирская группа торжественно объявила о том, что у них разработана «теория машинной дешифровки» и издала в 4 томах компьютеризированную базу данных Кнорозова. Издание преподнесли Хрущёву. С точки зрения специалистов, объявленная «машинная дешифровка» не имела никакой научной ценности, тем более, что в 1963 году вышла обобщающая монография Кнорозова «Письменность индейцев майя» с каталогом иероглифов и словарём, которые и в XXI веке остаются единственными на русском языке. Однако это недоразумение поставило для малосведущей публики под сомнение подлинные результаты дешифровки. За рубежом противники также воспользовались этим предлогом, чтобы оспорить открытие советского учёного.
Ситуация изменилась только в 1970-е годы. Полный перевод всех четырёх кодексов был выпущен Кнорозовым в 1975 году, за это ему была присуждена Государственная премия СССР (1977 года). С начала 1970-х годов в США к методам Кнорозова решительно обратился Флойд Лаунсбери, который занимался идентификацией имён и реконструкцией последовательности правлений в царской династии Паленке, и впервые прочитал имя правителя Пакаля. На конференции в Думбартон-Оксе в 1971 году Лаунсбери представил доклад, в котором прямо поддержал Кнорозова и затрагивал проблему аффикса, условно именуемого «ben-ich», предложив его фонетическое прочтение. Окончательное признание метода Кнорозова последовало в 1979 году на конференции «Фонетизм в иероглифической письменности майя», проведённой Университетом штата Нью-Йорк.

## Современное состояние
В 1980 году в Мексике вышло первое издание словаря Кордемекс, созданного под редакцией А. Баррера Васкеса. Это сводный словарь лексики юкатекского языка XVI—XIX веков, составленный на лексическом материале 13 исторических словарей разных периодов. В 1989 году под редакцией Дж. Динхарта был опубликован сравнительный словарь языков майя в трёх томах. Полный корпус иероглифических надписей майя публиковался в Гарвардском университете в 1977—1997 годах в 7 томах.
Американские «кнорозовисты» — Ф. Лаунсбери, Линда Шеле и Дэвид Стюарт — в 1980-е годы образовали рабочую группу и приступили к исследованию текстов Паленке и Копана; в 1986 году они смогли идентифицировать основателя шукуупской династии — К’инич-Йаш-К’ук'-Мо'. Это направление исследований оказалось чрезвычайно продуктивным, в 2000 году Саймон Мартин и Николай Грубе опубликовали исследование политической истории 11 царств майя классического периода. Ю. В. Кнорозов и Г. Г. Ершова в 1980-е годы предприняли исследование эпиграфических памятников майя и особенно — ритуальных керамических сосудов. Здесь были достигнуты значительные успехи в переводе и анализе так называемой «формулы возрождения» — стандартного текста, повествующего о странствиях души в загробном мире и о её возвращении на землю для последующего возрождения.
В 1990-е годы работы с иероглифическими текстами продолжались. В Москве был создан Центр мезоамериканских исследований при РГГУ, сотрудники которого разрабатывают различные направления, связанные с использованием надписей майя в качестве исторического источника; на эту тему было защищено несколько диссертаций. Одновременно такая работа проводится исследователями Мексики, США, Германии и других стран. В 1990 году Н. Грубе защитил диссертацию, в которой статистически проанализировал изменение корпуса используемых знаков, а также соотношение слоговых и словесных написаний в зависимости от времени создания надписи. К расширенному каталогу Томпсона Н. Грубе дал комментарий с указанием места и времени происхождения самого раннего и самого позднего случая употребления каждого знака.
В 1999 году в Мексике был издан «Компендиум Шкарет» (исп. Compendio Xcaret) — трёхтомное издание рукописей майя (Дрезденский кодекс, Парижский кодекс, Мадридский кодекс) с переводом на испанский язык, каталогом иероглифов, разработанным Ю. В. Кнорозовым, каталогом Э. Томпсона и сопроводительными текстами Кнорозова. Издание выполнено на испанском языке, но в ходе перевода с русского языка многие статьи были сильно сокращены. Каталог Кнорозова в версии 1999 года включал 1035 графем. Они были взяты из всех видов текстов — эпиграфических, на керамике и в кодексах. Издание готовил ещё сам Ю. Кнорозов, но опубликовано оно было только после его смерти. Вариант 1999 года также строился на принципе графической узнаваемости по 17 параметрам, снабжён ссылочной системой по каталогу Томпсона, имеет сводку вариантов и аллографов и фонетическую часть — чтение знаков. Данный каталог признаётся чрезвычайно ценным для работы с иероглифами во вновь открываемых текстах майя. Основной список знаков обновлённого каталога Кнорозова (1035 графем с чтениями для некоторых из них) в 2004 году был помещён в книге Г. Г. Ершовой «Майя. Тайны древнего письма». В 2013 году эта книга с воспроизведением каталога Кнорозова и его биографией вышла в переводе на испанский язык.
Несмотря на огромные успехи в исследованиях, письменная традиция майя известна плохо. Почти 90 % текстов майя могут быть прочтены, но до сих пор нет сводного словаря иероглифического языка, науке не известно значение около 25 % письменных знаков. Имеющиеся письменные источники доиспанского и колониального периода содержат только отрывочные данные. Историки месоамериканских письменных культур вынуждены прибегать к реконструкции и косвенным источникам: этноботаническому анализу, изображениям на каменных стелах и керамике и т. д.
Ситуация иллюстрируется таблицей слогов, для которых известен хотя бы один фонетический символ:
|   | (’) | b | ch | ch’ | h | j | k | k’ | l | m | n | p | p’ | s | t | t’ | tz | tz’ | w | x | y |
| - | --- | - | -- | --- | - | - | - | -- | - | - | - | - | -- | - | - | -- | -- | --- | - | - | - |
| a | •   | • | •  | •   | • | • | • | •  | • | • | • | • |    | • | • |    | •  | •   | • | • | • |
| e | •   | • | •  |     | • | • | • | •  | • | • | • |   |    |   | • |    |    |     |   |   | • |
| i | •   | • | •  |     | • | • | • | •  | • | • | • | • |    | • | • |    | •  | •   | • | • | • |
| o | •   | • | •  | •   | • | • | • | •  | • | • | • | • |    |   | • |    |    |     | • | • | • |
| u | •   | • | •  |     | • | • | • | •  | • | • | • | • |    | • | • | •  | •  | •   |   |   | • |